# Marcus Siebolds
Marcus Siebolds (* 1957) ist ein deutscher Mediziner.

## Leben
Er studierte von 1979 bis 1986 Medizin, Völkerkunde und Philosophie an der Universität zu Köln, wo er von 1984 bis 1991 den Doktorgrad an der medizinischen Fakultät mit einer Promotion im Bereich Medizinethnologie mit dem Thema Ätiologie der viralen Hepatiden in Nepal am Institut für Virologie der Universität zu Köln bei Hans Joachim Eggers erlangte. Die Dissertation wurde durch ein Stipendium der Deutschen Gesellschaft für die Bekämpfung der Viruserkrankungen e.V. gefördert. Von 1987 bis 1992 absolvierte er eine Ausbildung zum Arzt für innere Medizin, Innere Klinik St. Antonius Krankenhaus, Köln bei Rudolf Mies. Von 1992 bis 1995 absolvierte er eine psychosomatische Ausbildung in der Psychosomatischen Abteilung des St. Agatha Krankenhauses, Köln-Niehl bei Mechthilde Kütemeyer. Während dieser Zeit Ausbildung in systemischer Familientherapie am Institut der Arbeitsgemeinschaft für psychoanalytisch-systemische Familientherapie (APF) in Köln und zum ärztlichen Psychotherapeuten (psychoanalytisch fundiert) am Lehrinstitut der Deutschen psychoanalytischen Vereinigung (DPV) in Köln. 1995 wurde er zum Professor für das Fach Medizin/Medizinmanagement am Fachbereich Gesundheitswesen der Katholische Hochschulen Nordrhein-Westfalen, Abteilung Köln berufen, wo er folgende Aufgaben wahrnahm (1995: Qualitätsmanagementbeauftragter des Fachbereichs, 1996–1997: Stellvertretender Leiter der Senatskommission für Forschung, 1997–1999 und seit 2009: Dekan des Fachbereichs). 1997 absolvierte er eine Ausbildung zum Qualitätsmanagementbeauftragten gemäß den Richtlinien der EOQ beim TÜV Rheinland. Als Diabetologe DDG wurde er 1999 ernannt. Von 2000 bis 2007 leitete er das Masterstudienprogramm Krankenhausmanagement für Fachärzte M.Sc. Am Institut für Medizinische Informatik lehrte er 2006 als Gastprofessor an der Universität Graz. Die Weiterbildung zum GcP Beauftragten schloss er 2007 bei Human Technology Styria in Graz ab. 2008 wurde er zum Honorarprofessor für das Fach Good Clinical Practice an der Fakultät für Pflegewissenschaften der PTH Vallendar und in die Akkreditierungskommission Systemakkreditierung der Akkreditierungsagentur AQAS berufen.
Seine Forschungsinteressen sind Leiten und Führen klinisch tätiger Mitarbeiter mit den Instrumenten der modernen Systemtheorie; klinisches Qualitätsmanagement, mit dem Schwerpunkt ISO 9001:2000, Evidenz basierte Medizin und Pflege als Führungsinstrument; Evidenz basierte Medizin und Pflege als Instrument zur Unterstützung der Lehrplanung von Lehrern für Pflegeberufe; Projektmanagement mit dem Schwerpunkt der Implementierung von QM Instrumenten und –Systemen in Einrichtungen des Gesundheitswesens und Entwicklung, Implementierung und Evaluation Programmen zur Facharztweiterbildung.

## Schriften (Auswahl)
- Diabetes. Ratgeber für Typ II-Diabetiker (= Medizin. Endlich verständlich). Bund-Verlag, Köln 1991, ISBN 3-7663-2215-X.
- mit Dagmar Weise: Typ-II-Diabetikerschulung. Ein Arbeitsbuch für Ärzte, Schwestern und Diätassistentinnen im Krankenhaus. De Gruyter, Berlin/New York 1993, ISBN 3-11-014050-0.
- mit Wolff-Dietrich Webler und Michael Craanen: Qualität durch Evaluation. Entwicklung und Darlegung der Pflegestudiengänge der Katholischen Fachhochschule Nordrhein-Westfalen. Schlütersche, Hannover 2003, ISBN 3-87706-882-0.
- mit Alexander Risse: Erkenntnistheoretische und systemische Aspekte in der modernen Diabetologie. De Gruyter, Berlin/Boston 2015, ISBN 978-3-11-017347-5.